# Бивак
Бивак је најједноставнији начин привременог смјештаја људи и војних јединица, са минималним заклоном или без њега, често под отвореним небом.
У биваку су јединице размјештене по формацији, и прави се за најбрже практично вријеме. Организација обезбјеђења је једноставна, а овај начин смјештаја омогућује највећу борбену готовост, искориштење земљишта и ефикасно командовање.
С друге стране комфор је најлошији, изложеност временским непогодама највећа, па се овај начин смјештаја јединица примјењује само током рата или на маневрима. Ако је дуже задржавање предвиђено, бивак се преуређује у логор.
У алпинизму биваковање је чест начин преноћишта, због најмање количине потребне опреме, а и минималистичког приступа који је изражен у алпинизму.
У Алпима бивак је име за мању структуру од дрвета, камења, или метала, која се налази високо у планини и служи алпинистима и планинарима као место за евентуалну заштиту од невремена или преноћиште.